# Pergine Valdarno
Pergine Valdarno – miejscowość i gmina we Włoszech, w regionie Toskania, w prowincji Arezzo.
Według danych na styczeń 2009 gminę zamieszkiwało 3257 osób przy gęstości zaludnienia 69,8 os./1 km².

## Współpraca
- Boujdur, Sahara Zachodnia
- Mimet, Francja
- Pergine Valsugana, Włochy